# Nagroda Davida E. Rumelharta
Nagroda Davida E. Rumelharta – nagroda naukowa przyznawana za wkład w rozwój teoretycznych podstaw ludzkiego poznania. Jej nazwa upamiętnia amerykańskiego psychologa i kognitywistę Davida Everetta Rumelharta. Nagroda została ufundowana przez Fundację Glushko-Samuelson i jest wręczana w czasie posiedzenia Cognitive Science Society.